# Valentin Bayer
Valentin Bayer (8 dicembre 1999) è un nuotatore austriaco, specializzato nello stile rana.

## Biografia
Si è messo in evidenza agli europei giovanili di Netanya 2017 in cui ha vinto l'argento nei 200 m rana, chiudendo alle spalle del russo Evgenii Somov.
È stato convocato ai mondiali di  Gwangju 2019, dove si è piazzato 36º nei 100 m rana e 28º nei 200 m.
Ha partecipato agli europei di Glasgow 2018, Budapest 2020 e Roma 2022, vincendo la medaglia di bronzo nella staffetta 4x100 m misti a quest'ultima edizione, assieme ai connazionali Bernhard Reitshammer, Simon Bucher e Heiko Gigler. Agli europei di Belgrado del 2024 sale sul gradino più alto del podio nella medesima specialità.

## Palmarès
- Europei

Roma 2022: bronzo nella 4x100m misti.
Belgrado 2024: oro nella 4x100m misti.
- Europei giovanili

Netanya 2017: argento nei 200m rana.